# Sladeniaceae
Sladeniaceae je malá čeleď vyšších dvouděložných rostlin z řádu vřesovcotvaré (Ericales). Jsou to stálezelené stromy s jednoduchými střídavými listy a drobnými pětičetnými květy. Čeleď zahrnuje pouze 3 druhy ve 2 rodech a je rozšířena v tropické Africe a Asii.

## Popis
Stálezelené stromy se střídavými pilovitými listy bez palistů. Květenství jsou úžlabní, vrcholičnatá. Květy jsou oboupohlavné, pětičetné, drobné. Tyčinek je 10 až 15. Semeník je svrchní, srostlý ze 3 nebo 5 plodolistů a se stejným počtem komůrek, se 2 nebo mnoha vajíčky v každém plodolistu. Plodem je mnohasemenná tobolka nebo poltivý plod (schizokarp) s několika křídlatými semeny.

## Rozšíření
Čeleď zahrnuje jen 2 rody a celkem 3 druhy: Ficalhoa aurifolia se vyskytuje v tropické východní Africe (Angola, Zambie a Malawi), Sladenia roste ve dvou druzích v Barmě, Thajsku a jihočínském Junnanu.

## Taxonomie
Čeleď Sladeniaceae je sesterskou větví čeledi Pentaphylacaceae.
Ve starších systémech čeleď Sladeniaceae nefiguruje, rod Sladenia byl řazen v různých čeledích jako Theaceae, Actinidiaceae, Dilleniaceae nebo Ternstroemiaceae, rod Ficalhoa nejčastěji v čeledi Ericaceae.